# Dixiecrat
Lo States' Rights Democratic Party (Partito Democratico dei Diritti degli Stati), comunemente noto con la denominazione di Dixiecrat, fu un partito politico statunitense fondato nel 1948 in seguito ad una scissione dal Partito Democratico; si caratterizzava per il suo sostegno al suprematismo bianco, al segregazionismo e al nazionalismo bianco.

## Storia
Dopo che Abraham Lincoln (appartenente al Partito Repubblicano) aveva abolito la schiavitù, tutti i politici con posizioni segregazioniste-schiaviste, dopo la guerra di secessione americana, si iscrissero al Partito Democratico.
L’ala più estremista da questo punto di vista furono appunto i Dixiecrat.
La corrente è sempre rimasta fedele alla linea di partito (ricoprendone anche ruoli fondamentali) fino al 1948 quando il liberal Harry Truman vinse la convention democratica, diventando il candidato democratico nelle Elezioni presidenziali del 1948, proponendo una linea più flessibile sui diritti civili.
I Dixiecrat decisero quindi di compiere una scissione: lo States’ Right Democratic Party, proponendo come presidente e vicepresidente rispettivamente la coppia Strom Thurmond /Fielding L. Wright.
Il Partito prese il 2,4% con 39 grandi elettori contro i 189 repubblicani ed i 303 democratici che confermarono Truman presidente. Dopo le elezioni lo States’ Right Democratic Party riconfluì nel Partito Democratico, dandogli di fatto tutti i seggi conquistati alle elezioni. La maggior parte dei consensi per Thurmond arrivò dal cosiddetto “Solid South”: i territori del sud prima appartenuti agli Stati Confederati d’America, che dal 1877 (anno della fine dell'era della ricostruzione) al 1964 (anno del Civil Rights Act) votarono in massa il Partito Democratico.
Nel 1964 il presidente democratico Lyndon Johnson abolì il segregazionismo facendo avvicinare il Partito a posizioni più vicine al progressismo di centro-sinistra; da questo momento i Dixiecrat si disperdono, e oggi non rimane quasi nulla di questa corrente nel Partito Democratico.

## Dixiecrat degni di nota
- Donald Comer
- Gessern McCorvey
- Strom Thurmond, Senatore degli Stati Uniti, Carolina del Sud, 103º governatore della Carolina del Sud, Presidente pro tempore del Senato degli Stati Uniti
- Fielding L. Wright, 40º Governatore del Mississippi